# Jungermannia leiantha
Jungermannia leiantha ist eine Moosart aus der Ordnung der Jungermanniales. 

## Merkmale
Die Stämmchen werden bis zu 2,5 Zentimeter lang. Sie sind mehrfach verzweigt, niederliegend und tragen hellbraune Rhizoide. Die Flankenblätter sind unterschlächtig, abgerundet rechteckig, dabei doppelt so lang wie breit. In der Blattmitte sind die Zellen 25 bis 30 × 40 bis 50 Mikrometer groß, ihre Zellecken sind dreieckig bis knotig verdickt. Jede Zelle enthält acht bis zehn große Ölkörper. Ein Perianth ist fast immer vorhanden, es ist walzenförmig, hat keine Falten oder Kanten, ist länger als die Hüllblätter. Oben ist es plötzlich zusammengezogen und genabelt. Die Kapsel ist gestreckt oval, die Sporen sind braun. 
Die Art bildet Brutkörper. Diese entstehen in gelbgrünen Häufchen am Ende von aufrechten, schuppig beblätterten Trieben. 

## Verbreitung und Standorte
Die Art hat eine boreal Verbreitung und kommt in Europa und Nordamerika vor. In Deutschland ist sie in den Mittelgebirgen und in den Alpen zerstreut zu finden, sehr selten in tieferen Lagen. Es wächst auf feuchtem, morschem Holz und auf kalkfreier feuchter Erde, gerne an Bachrändern und auf kalkfreiem Gestein.

## Belege
- Jan-Peter Frahm, Wolfgang Frey, J. Döring: Moosflora. 4., neu bearbeitete und erweiterte Auflage (UTB für Wissenschaft, Band 1250). Ulmer, Stuttgart 2004, ISBN 3-8001-2772-5 (Ulmer) & ISBN 3-8252-1250-5 (UTB).